# アジーラ
アジーラ（イタリア語: Agira, シチリア語: Aggira）は、イタリア共和国シチリア州エンナ県にある、人口約8,100人の基礎自治体（コムーネ）。

## 地理

### 位置・広がり

#### 隣接コムーネ
隣接するコムーネは以下の通り。括弧内のCTはカターニア県所属を示す。
- アッソロ
- カステル・ディ・ユーディカ (CT)
- カテナヌオーヴァ
- エンナ
- ガリアーノ・カステルフェッラート
- ニッソリーア
- ラマッカ (CT)
- レガルブート